# میدل ریور (مریلند)
میدل ریور (به انگلیسی: Middle River) شهری در ایالت مریلند کشور ایالات متحده آمریکا است که جمعیت آن در سرشماری سال ۲۰۱۰ میلادی، ۲۵٬۱۹۱ نفر بوده‌است.